# Arquebisbat de Riga

Mapa del principat eclesiàstico de Riga el 1260 (en groc)

L'arquebisbat de Riga (letó:Rīgas arhidiecēze, llatí: Archidioecesis Rigensis) és una seu metropolitana de l'Església Catòlica a Letònia. El 2021 uns 17,6% dels 1.182.100 habitiants eren batejat, una baixada dels 18,1% del 2014. Des de juny 2010 Zbigņev Stankevičs n'és l'arquebisbe.

## Territori
L'arxidiòcesi s'estén sobre 23.587 km², i comprèn la part nord-oriental de Letònia, corresponent a la regió històrica de Livònia. La seu arxiepiscopal és la ciutat de Riga, on es troba la catedral de Sant Jaume. El territori està dividit en 69 parròquies.

## Història
La diòcesi de Livònia va ser erigida al 1186, i tenia la seu a la ciutat d'Üxküll, el lloc on Meinhard de Holstein, considerat sant pels catòlics, hauria construït la primera església de Livònia. El segon bisbe d'Üxküll, el cistercenc Berthold, traslladà la seu episcopal a Riga i la diòcesi assumí aquest nom el 1202. Originàriament era sufragània de l'arquebisbat de Bremen. El mateix any el bisbe Albert de Buxhövden fundà l'orde de cavalleria dels Cavallers Portaespases, a fi de cristianitzar la regió, car en aquell temps encara era terra de frontera del cristianisme.
El 1251 incorporà el territori del bisbat de Semigàlia quan aquest va ser suprimit.
Posteriorment el gran territori de Livònia va ser dividit en diverses diòcesis (ocupant Livònia, Estònia i Prússia), que esdevingueren sufragànies de Riga quan aquesta va ser elevada al rang d'arxidiòcesi el 1253. El 20 de gener de 1255 amb la butlla Primatuum cathedras, el papa Alexandre IV confirmà l'erecció de Riga a arxidiòcesi. En una carta del Papa Climent V del 19 de juny de 1310 es mencionen 14 diòcesis sufragànies, de les quals 7 foren suprimides. El bisbe de Riga tenia tant el poder religiós com el civil, en quant Riga era un principat eclesiàstic independent.
Després de la Reforma protestant Letònia es convertí al luteranisme el 1561, el principat eclesiàstic va ser secularitzat i l'arxidiòcesi va ser suprimida. En el moment de la supressió, la província eclesiàstica de l'arxidiòcesi de Riga comprenia les següents sufragànies: Chełmno, Curlàndia, Ösel-Wiek, Pomesània, Sàmbia, Dorpat, Reval i Vàrmia.
La diòcesi va ser restablerta el 22 de setembre de 1918. Inicialment comprenia quasi íntegrament el territori de la nova República de Letònia.
El 1920 s'amplià incorporant la part del territori de la diòcesi de Samogizia que es trobava en territori letó.
El 25 d'octubre de 1923 va ser elevada al rang d'arxidiòcesi metropolitana en virtut del decret Quum dioecesis Rigensis de la Congregació Consistorial. Aquesta decisió va ser després del concordat entre el govern letó i la Santa Seu del 30 de maig de 1922. El mateix acord establia que el govern letó proveís l'Església de Riga d'una catedral i d'un immoble adaptat per esdevenir seu de l'arquebisbe.
Mitjançant referèndum celebrat l'1 i 2 de setembre de 1923 l'església luterana de Sant Jaume va ser transferit a l'església catòlica que va esdevenir la nova catedral de l'arxidiòcesi. L'1 de novembre de 1924 cedí una porció del seu territori per tal que s'erigís l'administració apostòlica d'Estònia.
El 8 de maig de 1937 cedí una nova porció de territori per tal que s'erigís el bisbat de Liepāja i, per efecte de la butlla Plurimum sane del Papa Pius XI es convertí en arxidiòcesi metropolitana.
Durant el període soviètic l'arxidiòcesi passà un llarg període de sede vacante entre el 1958 i el 1991.
El 2 de desembre de 1995 cedí una nova porció de territori per tal que s'erigís el bisbat de Rēzekne-Aglona.

## Cronologia episcopal[7]

### 1186-1563
- Meinhard † (1186 - 12 d'abril de 1196 mort)
- Berthold, O.Cist. † (1196 - 1198 mort)
- Albert de Buxhövden † (1198 - 17 de gener de 1229 mort)[8]
- Nikolaus von Nauen † (8 d'abril de 1231 - de juliol de/de desembre de 1253 mort)
- Albert Suerbeer, O.P. † (1253 - 1273 mort)
- Johannes von Lune † (5 de novembre de 1274 - 1286 mort)
- Johannes von Vechten † (10 de gener de 1286 - 1294 mort)
- Johannes von Schwerin † (18 d'abril de 1295 - abans del 19 de desembre de 1300 mort)
- Isarnus Takkon † (19 de desembre de 1300 - 11 d'abril de 1302 nomenat arquebisbe de Lund)
- Jens Grand † (30 de març de 1302 - 1310) (titular)
- Friedrich von Pernstein, O.F.M. † (21 de març de 1304 - 1340 mort)
- Engelbert von Dolen † (18 d'octubre de 1341 - 9 de setembre de 1347 mort)
- Bromhold von Vyffhusen † (17 de març de 1348 - abans dell'11 de febrer de 1370 mort)
- Siegfried Blomberg † (11 de febrer de 1370 - 30 de juny de 1374 mort)
- Johannes von Sinten † (23 d'octubre de 1374 - 24 de setembre de 1393 renuncia)
- Joan de Wallenrode † (27 de setembre de 1393 - 30 de maig de 1418 nomenat príncep-bisbe de Lieja)
- Johannes Ambundii † (11 de juliol de 1418 - 14 de maig de 1424 mort)
- Henning Scharpenberg † (13 d'octubre de 1424 - 5 d'abril de 1448 mort)
- Silvester Stodewescher, O.T. † (9 d'octubre de 1448 - 12 de juliol de 1479 mort)
- Stephan Grube † (22 de març de 1480 - 26 de desembre de 1483 mort)
- Michael Hildebrand † (4 de juny de 1484 - 5 de febrer de 1509 mort)
- Jasper Linde † (23 de maig de 1509 - 29 de juny de 1524 mort)
- Johannes Blankenfeld † (29 de juny de 1524 - 9 de setembre de 1527 mort)
- Thomas Schoning † (18 de gener de 1531 - 10 d'agost de 1539 mort)
- Guillem de Brandeburg † (10 d'agost de 1539 - 4 de febrer de 1563 mort)

### 1918-1958
- Eduard O'Rourke † (29 de setembre de 1918 - 10 d'abril de 1920 renuncia)[9]
- Antonijs Springovičs † (14 d'abril de 1920 - 1 d'octubre de 1958 mort)

### 1958-1991
- Sede vacante (1958-1991)
- Julijans Vaivods † (10 de novembre de 1964 - 23 de maig de 1990 mort) (administrador apostòlic)
- Jānis Cakuls (23 de maig de 1990 succeduto - 8 de maig de 1991) (administrador apostòlic)
- Jānis Pujats (8 de maig de 1991 - 19 de juny de 2010 jubilat)
- Zbigņev Stankevičs, de 19 de juny de 2010[1] que condueix una política homòfoba.[10]

## Estadístiques
El 2014, un 18,1% del tota de la població de la zona eren batejats en la fe catòlic.
| any  | població | població  | població | sacerdots | sacerdots       | sacerdots       | sacerdots             | diàques | religiosos | religiosos | parroquies |
| ---- | -------- | --------- | -------- | --------- | --------------- | --------------- | --------------------- | ------- | ---------- | ---------- | ---------- |
| any  | batejats | total     | %        | total     | clergat secular | clergat regular | batejats por sacerdot | diàques | homes      | dones      |            |
| 1950 | 476.963  | 1.950.502 | 24,5     |           |                 |                 |                       |         |            |            | 126        |
| 1970 | 268.560  | 2.334.000 | 11,5     | 151       | 151             |                 | 1.778                 |         |            |            | 178        |
| 1980 | 245.000  | 2.500.000 | 9,8      | 135       | 125             | 10              | 1.814                 |         | 10         |            | 178        |
| 1990 | 500.000  | 2.667.000 | 18,7     | 100       | 92              | 8               | 5.000                 |         | 8          |            | 180        |
| 1999 | 170.000  | 1.435.000 | 11,8     | 33        | 19              | 14              | 5.151                 | 1       | 14         | 37         | 57         |
| 2000 | 170.000  | 1.420.000 | 12,0     | 35        | 21              | 14              | 4.857                 | 1       | 14         | 43         | 59         |
| 2001 | 170.000  | 1.430.000 | 11,9     | 34        | 23              | 11              | 5.000                 | 1       | 11         | 42         | 62         |
| 2002 | 180.000  | 1.400.000 | 12,9     | 37        | 26              | 11              | 4.864                 | 1       | 11         | 46         | 66         |
| 2003 | 200.000  | 1.370.000 | 14,6     | 39        | 28              | 11              | 5.128                 | 1       | 11         | 74         | 66         |
| 2004 | 200.000  | 1.350.000 | 14,8     | 42        | 30              | 12              | 4.761                 | 1       | 12         | 68         | 70         |
| 2010 | 220.000  | 1.230.000 | 17,9     | 45        | 35              | 10              | 4.888                 | 1       | 10         | 53         | 73         |
| 2014 | 222.910  | 1.234.000 | 18,1     | 43        | 30              | 13              | 5.183                 | 1       | 14         | 65         | 69         |